# اسپیلگرت
ریختن (به لاتین: Spillgerte) یک کوه در سوئیس است که در کانتون برن واقع شده‌است. ریختن ۲٬۴۷۶ متر بالاتر از سطح دریا واقع شده‌است.